# Jacaranda obtusifolia
Jacaranda obtusifolia es una especie de bignoniácea arbórea del género Jacaranda, familia Bignoniaceae.
Es nativa de Bolivia, Brasil, Colombia, Ecuador, Guayana Francesa, Guayana, Perú, Surinam y Venezuela. Ha sido introducida en Trinidad y Tobago. Es una planta que tiene propiedades medicinales, además se utiliza en varios productos químicos.